# St.-Johannis-Kirche (Riga)

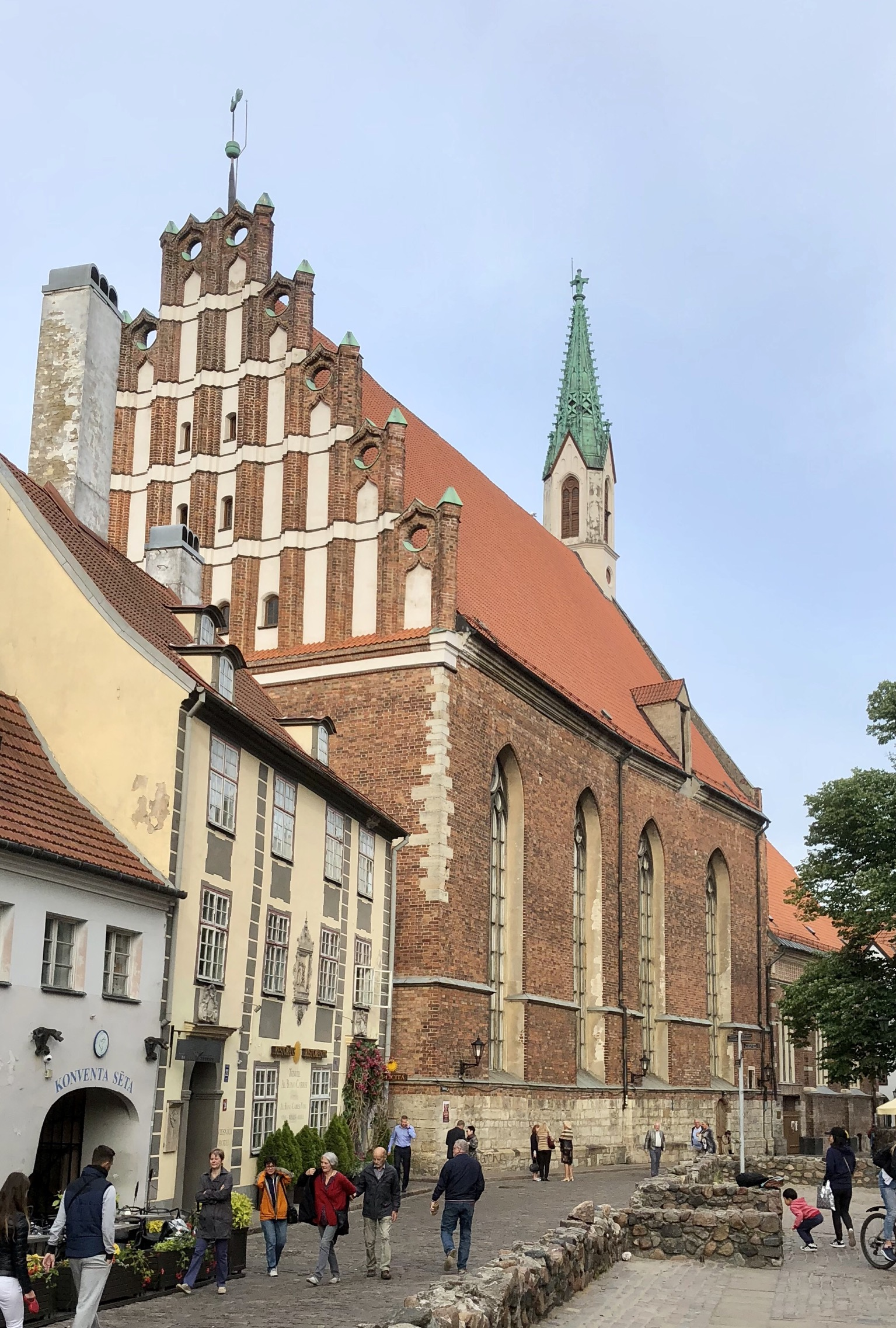
St.-Johannis-Kirche

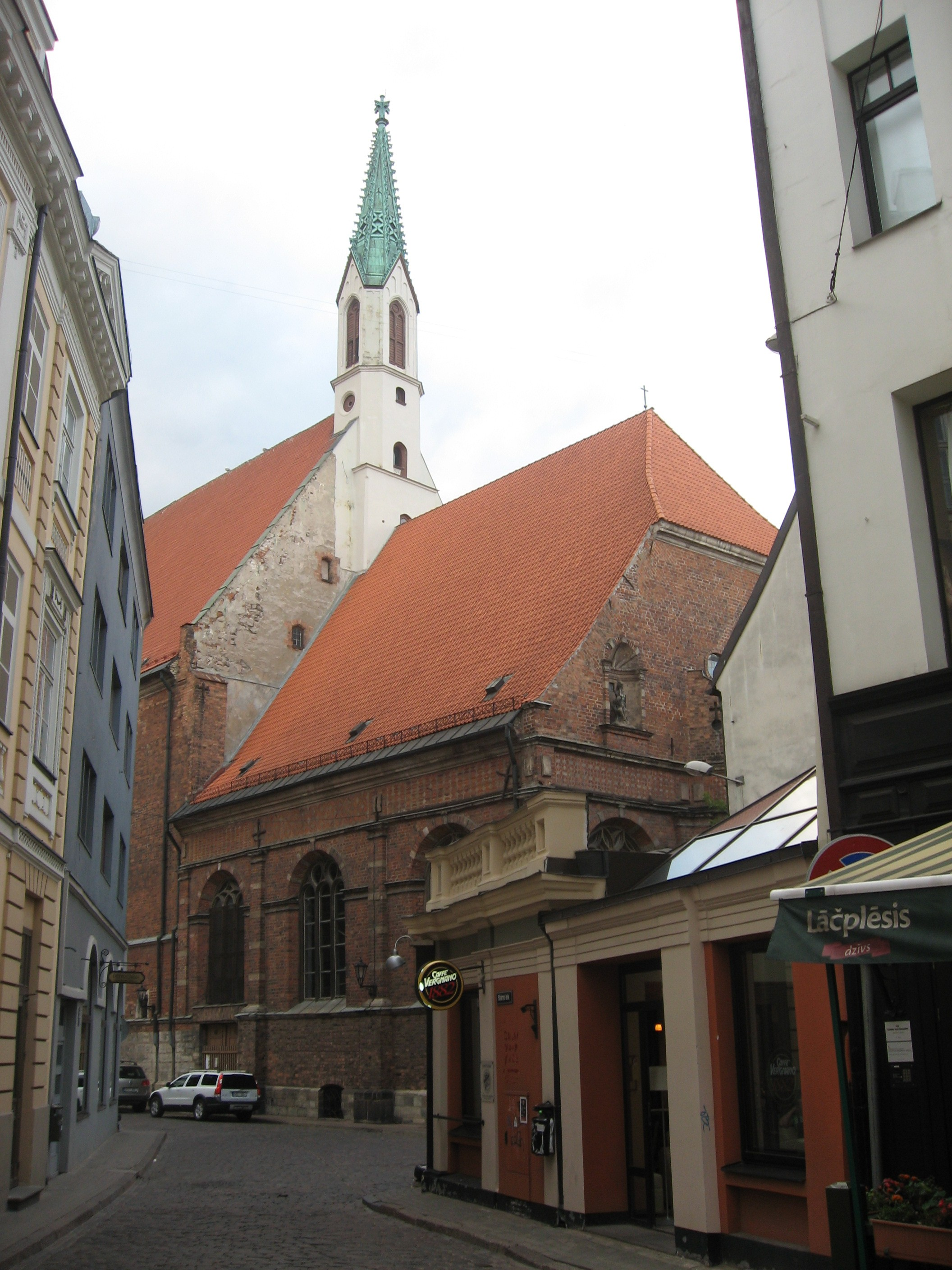
Blick auf den Chor

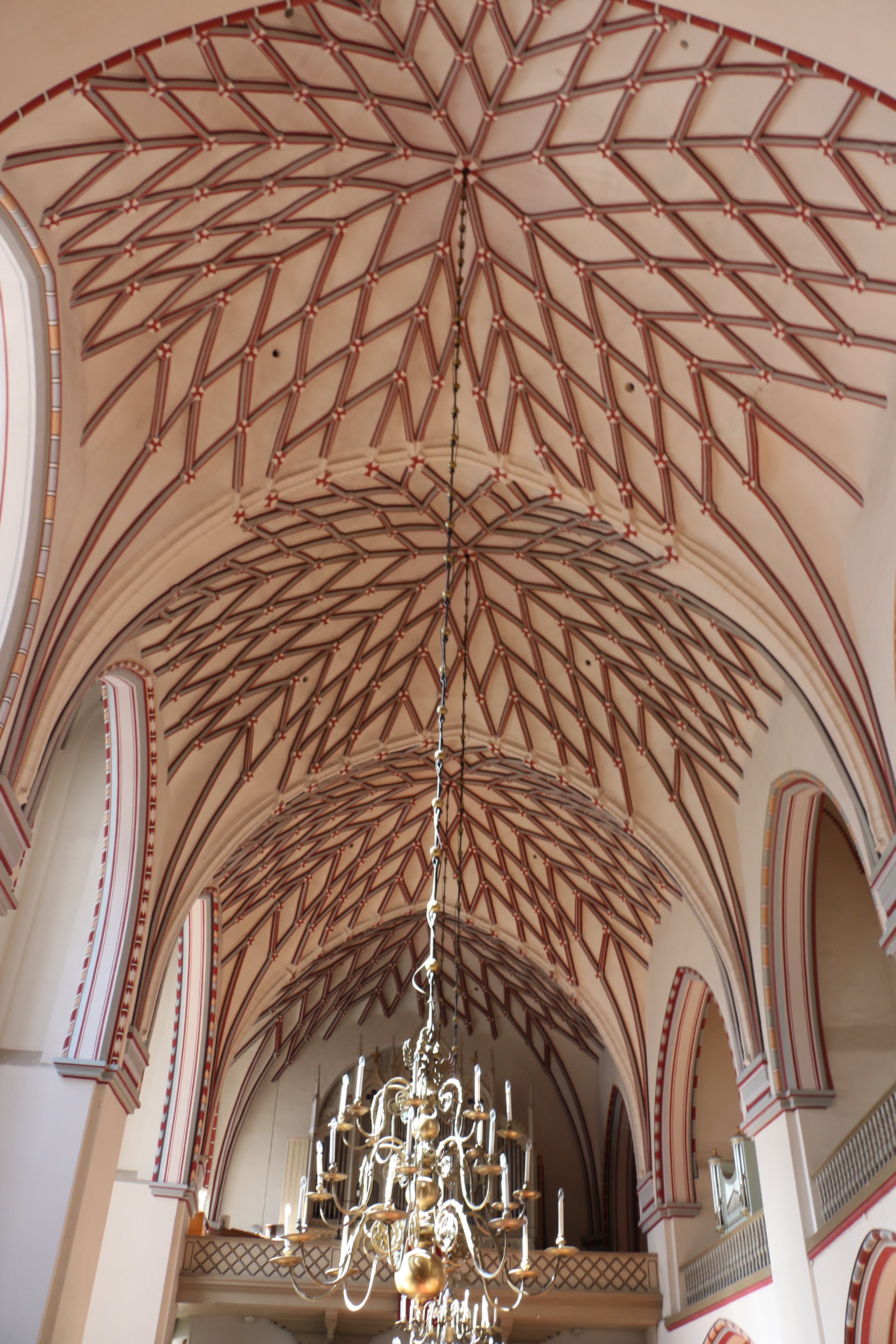
Gewölbe

Die St.-Johannis-Kirche (lettisch Rīgas Svētā Jāņa baznīca) ist eine evangelisch-lutherische Kirche in der lettischen Hauptstadt Riga. Sie gehört zur Evangelisch-Lutherischen Kirche Lettlands.

## Lage
Sie befindet sich in der Rigaer Altstadt auf der Nordseite der Scharrenstraße (Skārņu iela) an der Ecke zur Johannisstraße (Jāņa iela) an der Adresse Scharrenstraße 24.

## Ausstattung und Geschichte
Die Johanniskirche gilt als die älteste Kirche Rigas und gehörte als Kapelle ab 1234 zum benachbarten Dominikanerkloster. Eine erste urkundliche Erwähnung als Kirche ist aus dem Jahr 1297 überliefert. Ende des 15. Jahrhunderts wurde die Kirche bei Kämpfen zwischen dem Deutschen Orden und der Stadt Riga zerstört.
In der Zeit um 1500 erfolgte dann ein Wiederaufbau der Kirche in ihrer heutigen Form. 1520 erhielt sie ihre Netzgewölbe. An ihrer Nordwestseite besteht ein markanter spätgotischer Stufengiebel. Der Giebel wird durch profilierte Säulen aus Backstein in zehn nach oben durch Kielbögen abgeschlossene Blendnischen unterschiedlicher Höhe gegliedert. Bemerkenswert sind steinerne Masken mit offenen Mündern an der Außenwand der Kirche. Durch sie predigten Mönche, deren Stimme so in Art eines Lautsprechers verstärkt durch Riga hallte.
Im Jahr 1523 wurde die Kirche im Zuge der Reformation vom Rat der Stadt Riga den Dominikanern entzogen und dann zunächst zu profanen Zwecken vermietet und schließlich als Zeughaus genutzt. 1582 erfolgte eine Übergabe an die lettische lutherische Kirchengemeinde. Bereits von 1587 bis 1589 wurde, um benötigten Platz zu schaffen, auf der Ostseite ein dreischiffiger Chor im Stil der Renaissance angefügt. Er wird von neun schlichten, auf vier toskanischen Säulen ruhenden Kreuzgewölben überspannt. In ihrer Geschichte wurde die Kirche mehrfach beschädigt, so bei einem Brand 1677. Der Wiederaufbau erfolgte 1679/1680. Das eingestürzte, aus Backstein gemauerte Gewölbe des Chors wurde dabei aus Holz neu erstellt und verputzt.
Am 22. März 1690 wurde der deutsch-baltische Theologe, Dichter und Sprachforscher Liborius Depkin Pfarrer an der Johanniskirche.
Der auf dem südöstlichen Ende des Dachs heute thronende schlanke Dachreiter entstand 1849, nach anderen Angaben 1853; nach Plänen von Johann Daniel Felsko. 1927 wurde die Kirche restauriert.
Im Inneren der Kirche ist das in der Sakristei befindliche Tafelbild Der Gekreuzigte von Janis Rozentāls bemerkenswert. Überspannt wird das wegen der guten Akustik bekannte einschiffige Kircheninnere von einem Sternengewölbe. Es bestehen vier zwölf Meter breite und bis zu 19 Meter hohe mit spätgotischem Netzwerk versehene Joche.
Am östlichen Ende des Chors befindet sich im mittleren Schiff eine dreiseitig abgeschlossene Altarnische.
Der Kirchendiener der Johanniskirche wohnte an der Adresse Johannishof (Jāņa sēta) 6. Seit dem 29. Oktober 1998 ist es unter der Nummer 6567 im lettischen Denkmalverzeichnis eingetragen.

## Legende
Einer Legende nach sollen sich im 15. Jahrhundert zwei Mönche in die Kirchenwand haben einmauern lassen, um heiliggesprochen zu werden. Durch ein Loch in der Wand wurden die Mönche bis zu ihrem Tod von Rigensern mit Nahrung versorgt. Eine Heiligsprechung erfolgte jedoch nach ihrem Tod nicht. Die sterblichen Überreste sollen sich noch in der Kirchenmauer befinden. Die Stelle an der Mauer wird von einer kreuzförmigen Öffnung markiert.